# Voo Yeti Airlines 691
O voo Yeti Airlines 691 foi um voo doméstico de passageiros operado pela Yeti Airlines que partiu do Aeroporto Internacional Tribhuvan, em Catmandu com destino ao Aeroporto Internacional Pokhara. Em 15 de janeiro de 2023, o ATR 72-500 que operava no voo, caiu nas margens no Rio Seti, próximo a Pokhara. Havia 72 pessoas a bordo, sendo 68 passageiros de 15 nacionalidades e quatro tripulantes. O acidente resultou na morte de todos os ocupantes. Foi o pior acidente aéreo no Nepal desde 1992 e o pior envolvendo um ATR-72.

## Aeronave
A aeronave envolvida no acidente era um ATR 72-500 e possuía 15 anos de operações, com o número de série sendo 754 e registro 9N-ANC. Seu primeiro voo foi pela Kingfisher Airlines, com a matrícula VT-KAJ em 2007. Seis anos depois, foi transferida para a Nok Air, com a matrícula HD-DRD e por fim, foi incorporado a Yeti Airlines em 2019.

## Acidente
Pokhara é o maior destino turístico e a segunda maior cidade do Nepal. O voo partiu de Catmandu às 10:33 (UTC+5:45). A queda foi as margens do Rio Seti, pouco antes de pousar. Um pequeno vídeo feito antes da queda, mostra a aeronave inclinando e logo após caindo.
Pelo menos 68 passageiros e quatro tripulantes, estes de origem nepalesa estavam a bordo. Entre os passageiros havia 53 nepaleses, cinco indianos, quatro russos, dois sul-coreanos, um argentino, um australiano, um francês e um irlandês. Entre os passageiros, também haviam duas crianças.
Todos os 72 ocupantes morreram, e este acidente aéreo resultou-se como o pior da história do Nepal desde 1992, quando ocorreu o acidente com o voo Pakistan International Airlines 268 (en).

## Respostas
O aeroporto foi fechado quando as autoridades iniciaram uma operação de resgate. O Governo do Nepal convocou uma reunião de emergência após o acidente. O ministro da aviação indiano, Jyotiraditya Scindia, ofereceu condolências.